# Zeče pri Bučah
Zeče pri Bučah – wieś w Słowenii, w gminie Kozje. W 2018 roku liczyła 48 mieszkańców.